# ولیکی ترنووتسی
ولیکی ترنووتسی (بوسنیایی: Veliki Trnovci) یک زیستگاه انسانی در بوسنی و هرزگوین است که در Kakanj واقع شده‌است.